# Кодекс на Теодосий
Кодексът на Теодосий (на латински: Codex Theodosianus, Книга на Теодосий) е сборник със закони на Римската империя при християнските императори от 312 година. Събирането на законите е извършено от император Теодосий II през 429 година; кодексът е издаден през 438 година в източната част на империята, а след една година и в западната от император Валентиниан III.
Кодексът постановява, че езическите училища, храмове и игри са забранени.
| „ | ...нареждането за театрите и игрите трябва да бъде спазвано от хората във всички градове, а всички мисли на християните и вярващите трябва да бъдат заети с мисъл за Господ. | “ |

Кодексът се занимава и с налагането на православието, тъй като арианството все още съществува, и съдържа 65 указа, насочени към еретиците.
Римските закони са систематизирани по-късно и в Corpus Iuris Civilis по време на управлението на Юстиниан I.